# José Domínguez Izquierdo
José Domínguez Izquierdo, nacido en Santiago de Compostela y fallecido en Louro (Valga) el 24 de agosto de 1897, fue un abogado, periodista y escritor gallego.

## Trayectoria
Licenciado en Leyes por la Universidad de Santiago de Compostela en 1842 y doctor en Derecho, fue juez y magistrado. Colaboró en los periódicos El Eco de Galicia, El Iris del Bello Sexo, El Centinela de Galicia, El Heraldo Gallego, La Perseverancia, El Porvenir y La Joven Galicia, y fue redactor de El Recreo Compostelano, El Eco Compostelano y El Miño. Entre sus publicaciones destacan Fisonomía del médico gallego rural (1851), Outra carta procrama en pro do País en contra de canto se opoña ao engrandecemento do antigo reino gallego (1858), bajo el seudónimo Pepe de Mingos Esquerdo, y Estonces e agora ou coroas e cadeas do fidalgo povo galicián (1859), que forman parte de los primeros textos en prosa escritos en gallego. Dirigió la Corona fúnebre a la memoria del distinguido poeta gallego Aurelio Aguirre Galarraga (1859).